# Valea Oprii
Valea Oprii – wieś w Rumunii, w okręgu Prahova, w gminie Cornu. W 2011 roku pozostawała niezamieszkana.